# Glossaulax
Glossaulax là một chi ốc biển cỡ lớn, là động vật thân mềm chân bụng sống ở biển trong họ Naticidae, họ ốc mặt trăng.

## Các loài
- Glossaulax didyma

## Feeding habits
As is true of all naticid genera, Loài trong chi nàyare carnivorous and predatory.